# Otterupvej (Odense)
Otterupvej er en to og firesporet indfaldsvej der går fra Lumby og til Odense N.
Vejen er en del af sekundærrute 162, der går imellem Odense og Bogense.
Den er med til at lede trafikken der skal ind imod Odense og uden om landsbyen Lumby og bydelen Anderup, så de ikke bliver belastet af for meget trafik.
Vejen forbinder Slettensvej i nord med Næsbyvej i syd, og har forbindelse til H. C. Lumbyes Vej, Strandløkkevej, Bladstrupvej, Anderupvej, Bispeengen, Rismarksvej og Lumbyvej.